# Deutsche Poolbillard-Meisterschaft 2001 (Herren)
Die Deutsche Poolbillard-Meisterschaft 2001 war die 27. Austragung zur Ermittlung der nationalen Meistertitel der Herren in der Billardvariante Poolbillard. Sie fand in Willingen statt.
Es wurden die Deutschen Meister in den Disziplinen 14/1 endlos, 8-Ball, 9-Ball und 8-Ball-Pokal ermittelt.

## Medaillengewinner
| Disziplin    | Gold                           | Silber                        | Bronze                                    | Bronze                          |
| ------------ | ------------------------------ | ----------------------------- | ----------------------------------------- | ------------------------------- |
| 14/1 endlos  | Oliver Ortmann (BC Oberhausen) | Thomas Engert (1. PBC Dessau) | Nico Vitiello (PBC Ballhunters Troisdorf) | Ralf Souquet (1. PBC Dessau)    |
| 8-Ball       | Ralf Souquet (1. PBC Dessau)   | Thomas Engert (1. PBC Dessau) | Brian Naithani (1. PBC Joker Geldern)     | Michael Schmidt (PBV Anderten)  |
| 9-Ball       | Ralf Souquet (1. PBC Dessau)   | Thomas Hasch (BSV Dachau)     | Oliver Ortmann (BC Oberhausen)            | Alexander Scholz (CC Landstuhl) |
| 8-Ball-Pokal | Thomas Engert (1. PBC Dessau)  | Markus Hörner (Berlin)        | Daniel Moll BV Markdorf                   | Stefan Sanrl (BSV Dachau)       |

## Modus
Die 32 Spieler, die sich über die Landesmeisterschaften der Billard-Landesverbände qualifiziert haben, spielten zunächst im Doppel-KO-System. Ab dem Viertelfinale wurde im KO-System gespielt.

## Wettbewerbe
Aus Gründen der Übersichtlichkeit werden im Folgenden jeweils nur die 16 bestplatzierten Spieler notiert.

### 14/1 endlos
| Platz | Spieler              | Verein                    |
| ----- | -------------------- | ------------------------- |
| 1     | Oliver Ortmann       | BC Oberhausen             |
| 2     | Thomas Engert        | 1. PBC Dessau             |
| 3     | Nico Vitiello        | PBC Ballhunters Troisdorf |
| 3     | Ralf Souquet         | 1. PBC Dessau             |
| 5     | Markus Hörner        | PBC 77 Viktoria Berlin    |
| 5     | Michael Schmidt      | PBV Anderten              |
| 5     | Detlef Heine         | PBV Anderten              |
| 5     | Maico Kollmeyer      | PBC Brambauer             |
| 9     | Robert Hirschbichler | BSV Dachau                |
| 9     | Thomas Hasch         | BSV Dachau                |
| 9     | Thorsten Hohmann     | 1. PBC Fulda              |
| 9     | Brian Naithani       | 1. PBC Joker Geldern      |
| 13    | Olaf Köster          | BC Queue Hamburg          |
| 13    | Ralf Wack            | PBC Joker Altstadt        |
| 13    | Sven Hölzel          | BSV Shooters Hoyerswerda  |
| 13    | Thomas Damm          | 1. PBC Gera               |

### 8-Ball
| Platz | Spieler          | Verein                 |
| ----- | ---------------- | ---------------------- |
| 1     | Ralf Souquet     | 1. PBC Dessau          |
| 2     | Thomas Engert    | 1. PBC Dessau          |
| 3     | Brian Naithani   | 1. PBC Joker Geldern   |
| 3     | Michael Schmidt  | PBV Anderten           |
| 5     | Thorsten Hohmann | 1. PBC Fulda           |
| 5     | John Blacklaw    | PBC Bremen-Neustadt    |
| 5     | Michael Ruwe     | BC Eversburg           |
| 5     | Thomas Damm      | 1. PBC Gera            |
| 9     | Andreas Kullmann | PBC Waghäusel          |
| 9     | Martin Poguntke  | PBV Anderten           |
| 9     | Andreas Steffen  | BC Queue Hamburg       |
| 9     | Andreas Glasow   | BC Oberhausen          |
| 13    | Thorsten Schober | PBV Anderten           |
| 13    | Achim Neumer     | PBC Lachen-Speyersdorf |
| 13    | Ralf Wack        | PBC Joker Altstadt     |
| 13    | Sven Lauterbach  | SBC Schmalkalden       |

### 9-Ball
| Platz | Spieler             | Verein                 |
| ----- | ------------------- | ---------------------- |
| 1     | Ralf Souquet        | 1. PBC Dessau          |
| 2     | Thomas Hasch        | BSV Dachau             |
| 3     | Oliver Ortmann      | BC Oberhausen          |
| 3     | Alexander Scholz    | CC Landstuhl           |
| 5     | Thorsten Hohmann    | 1. PBC Fulda           |
| 5     | Martin Poguntke     | PBV Anderten           |
| 5     | Andreas Roschkowsky | 1. PBC Dessau          |
| 5     | Thomas Engert       | 1. PBC Dessau          |
| 9     | Markus Hörner       | PBC 77 Viktoria Berlin |
| 9     | Brian Naithani      | 1. PBC Joker Geldern   |
| 9     | John Blacklaw       | PBC Bremen-Neustadt    |
| 9     | Sven Pauritsch      | BC Oberhausen          |
| 13    | Ralph Eckert        | 1. PBC Fulda           |
| 13    | Holger Grieß        | 1. PBC Karben          |
| 13    | Michael Schmidt     | PBV Anderten           |
| 13    | Thomas Damm         | 1. PBC Gera            |